# 貝島

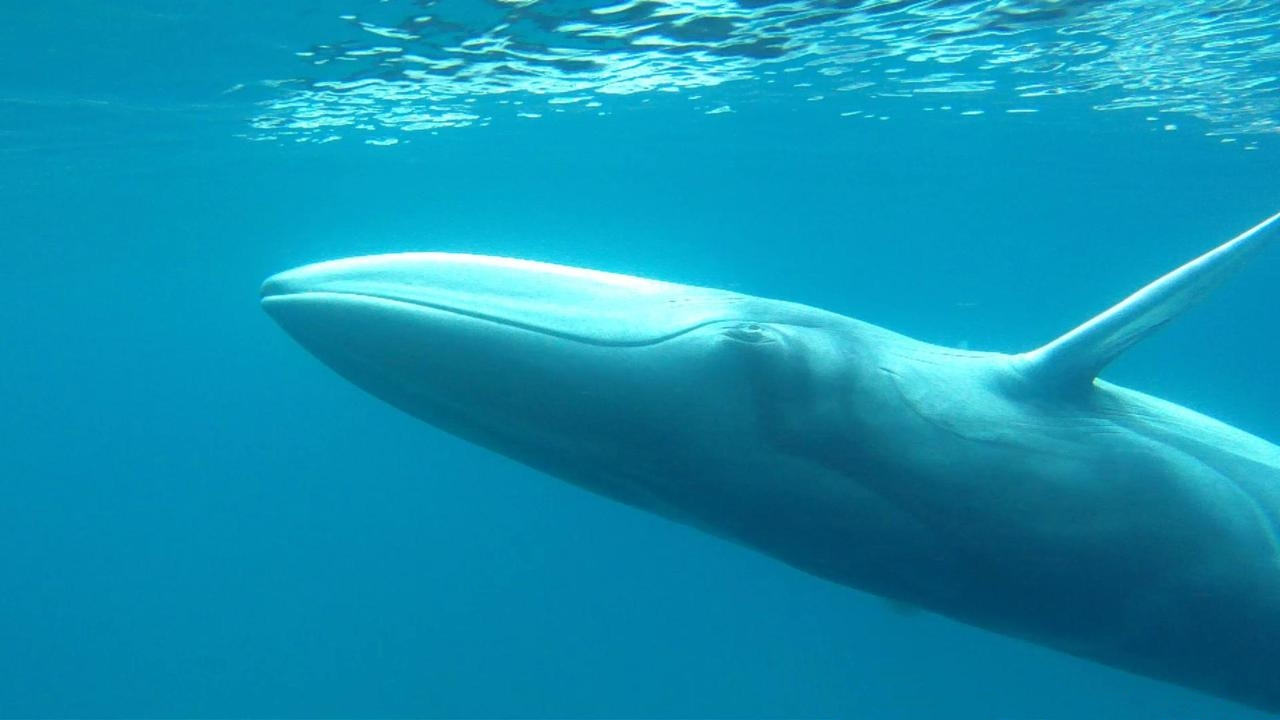
角島鯨, 貝島

貝島是馬達加斯加西北部的島嶼，位於離馬達加斯加約8公里的莫桑比克海峽，面積312平方公里，最高點高度海拔450米，島上有11個火山湖，是該國最大的的旅遊度假區:889-890。